# Чезар Петреску
Чезар Петреску (на румънски: Cezar Petrescu, 1 декември 1892 г., Ходора, Яш – 9 март 1961 г., Букурещ) е румънски писател и журналист. Академик на Румънската академия (1955).

## Биография
Основател и редактор на много вестници и списания. Дългогодишен член на Националната монархическа партия и автор на нейни публикации.
Повлиян от творчеството на Оноре дьо Балзак, той възнамерява да състави цикъл от творби, сравним с „Човешка комедия“. В тези многобройни романи Петреску прави остър критичен социален анализ на румънското буржоазно общество. Романите трябва да представляват, според автора, „румънска хроника на XX век“.
Проявява се като писател с повестта „Затъмнение“ (1927 – 1928). Петреску е автор на трилогията „1907“ (1938 – 1943) за селското въстание. През 1931 г. Петреску написва една от най-добрите си творби, роман за деца и възрастни – „Фрам, полярният мечок“, който също е преведен на много езици. Книгата е филмирана няколко пъти. „Тримата крале“ (1934) на Петреску допринася за укрепването на култа към личността на Карол II.
След освобождението на страната от фашизма (1944 г.), авторът създава романа „Хората от вчера, днес и утре“ (1955 г.), сякаш съкратена версия на „Румънската хроника“.
Същата година получава Националната награда за белетристика. През 1952 г. за драматичната си работа, по-специално за пиесата „Внуците на бъглера“, написана в съавторство с Михаил Новиков, писателят е удостоен с Държавната награда в областта на драмата. През 1955 г. е избран за редовен член на Румънската академия.
Ч. Петреску е написал повече от 70 романа, разкази, драматургии, а също така работи върху научна фантастика и мемоари. Сред романите му са още: „Затъмнение“ (1927, в руски превод – „Катастрофа“, 1963), „Улица на победата“ (1931, в руски превод 1972), „Оставени без адрес“ (1932), „Черно злато“ (1933, в руски превод 1958), „Апостол“ (1933, руски превод 1958).
Превежда съветски писатели: Максим Горки, Михаил Шолохов, Алексей Толстой и др.
Погребан е в Букурещ на гробището Белу.
Книгата „Фрам, полярният мечок“ е издавана на български език три пъти – 1955, 1958 и 1980 г.